# Магоажа (Клуж)
Магоажа (рум. Măgoaja) насеље је у Румунији у округу Клуж у општини Киујешти. Oпштина се налази на надморској висини од 433 m.

## Становништво
Према подацима из 2002. године у насељу је живело 441 становника.

### Попис2002.
| Расподела становништва по националности 2002.‍ | Расподела становништва по националности 2002.‍ | Расподела становништва по националности 2002.‍ | Расподела становништва по националности 2002.‍ | Расподела становништва по националности 2002.‍ |
| --------------------------------------------- | --------------------------------------------- | --------------------------------------------- | --------------------------------------------- | --------------------------------------------- |
|                                               |                                               |                                               |                                               |                                               |
| Румуни                                        | Румуни                                        |                                               | 409                                           | 92,7%                                         |
| Роми                                          | Роми                                          |                                               | 32                                            | 7,3%                                          |